# アイスクリームフィーバー
『アイスクリームフィーバー』は、2023年7月14日に公開された日本の恋愛映画。
千原徹也の初監督作品、原案は川上未映子、主演は吉岡里帆。キャッチコピーは「100万年君を愛ス」。

## 製作
映画初監督作品となった千原徹也は3年半前から「映画制作をデザインする」と題し、川上未映子の短編小説の映画化を企画立案。夢だった映画監督をデザインという視点から構築し、スタッフ、キャスト、制作方法、宣伝方法まで今までにないやり方を目指して映画を完成させた。千原は終始一貫「デザインの力で映画は変わると思っている」と取材に答えている。
主演の吉岡里帆は、千原監督の撮影について「初めは驚いていたんですけど、新しいものを作る現場って、こういう、自分が見たことのないものを日々見ることになるんだな、という感覚になりました。実際にできあがった作品を見て、そこで分かることもたくさんあった」と回顧と。共演者の松本まりかは「自由でしたよね。ルールとか今までの映画の形、撮影形態に捉われない。芝居とか、そういうことじゃないんだ、と。もっと自由な感性でやっちゃったものが映画になっちゃた、というところでいいんじゃないかって。今までの常識を壊した先に生まれる何かの集まり、みたいな作品」と千原監督の世界観を賞賛した。
2022年12月20日、川上未映子による短編集「愛の夢とか」所収の小説「アイスクリーム熱」がタイトル「アイスクリームフィーバー」で映画化されると発表。
2023年6月20日、渋谷PARCO GAKUとWHITE CINE QUINTOにて完成披露舞台挨拶が開催。吉岡里帆、モトーラ世理奈、詩羽、松本まりか、千原徹也監督が登壇した。7月14日、TOHOシネマズ日比谷、渋谷シネクイントほかにて全国ロードショー公開される。初日舞台挨拶に吉岡里帆、詩羽、松本まりか、千原徹也監督が登壇。

## あらすじ
美大を卒業してデザイン会社に就職するもうまくいかず、いまはアイスクリーム店「SHIBUYA MILLION ICE CREAM」のバイト長として日々を送る常田菜摘（吉岡里帆）。デザイン業界に戻るか、このままアイス屋を続けるか、どちらが幸せで正解だろう？ 思い悩む。
菜摘はある日、店にやってきた作家・橋本佐保（モトーラ世理奈）に運命的なものを感じ、その日以降佐保の存在が頭から離れなくなっていく。
一方、バイト仲間で後輩の桑島貴子（詩羽）は、変わりゆく菜摘をどこか複雑な想いで見つめていく。片や、アイスクリーム店のご近所さんの高嶋優（松本まりか）は、突然の来訪者に戸惑っていた。
疎遠になっていた姉の娘・美和（南琴奈）が、何年も前に出ていった父を捜すため、高校の夏休みを利用して突撃してきた。いきなり始まった共同生活。優の内心を占める不安は、それだけではなかった。4人の思いが錯綜する。

## キャスト
常田菜摘（つねだ なつみ）
演 - 吉岡里帆
橋本佐保（はしもと さほ）
演 - モトーラ世理奈
桑島貴子（くわしま たかこ）
演 - 詩羽（水曜日のカンパネラ）
高嶋優（たかしま　ゆう）
演 - 松本まりか
高嶋愛（たかしま あい）
演 - 安達祐実
高嶋美和（たかしま みわ）
演 - 南琴奈
古川イズミ（ふるかわ イズミ）
演 - 後藤淳平（ジャルジャル）
中谷清成（なかたに きよなり）
演 - はっとり（マカロニえんぴつ）
薫（かおる）
演 - コムアイ
荒川直子（あらかわ なおこ）
演 - MEGUMI
安藤ほのか（あんどう ほのか）
演 - 新井郁
双子のママ
演 - もも（チャラン・ポ・ランタン）
マリ
演 - 藤原麻里菜
卓球場の店員
演 - ナツ・サマー
晴恵（はるえ）
演 - 片桐はいり

## スタッフ
- 監督 - 千原徹也
- 原案 - 川上未映子「アイスクリーム熱」(『愛の夢とか』講談社文庫）
- 主題歌 - 吉澤嘉代子「氷菓子」（ビクターエンタテインメント）
- エンディング曲 - 小沢健二「春にして君を想う」（Virgin Music / Universal Music）[6]
- 脚本 - 清水匡[5]
- 音楽 - 田中知之[5]
- 製作 - 千原徹也、山本正典、川村岬、與田尚志、岩尾智明、長谷川康、大塚朝之
- エグゼクティブプロデューサー - 千原徹也、山本正典、木滝和幸[5]
- プロデューサー - 勝俣円、塚原元彦[5]
- 撮影 - 今城純[5]
- スタイリスト - 飯嶋久美子
- ヘアメイク - 奈良裕也
- 照明 - 古久保亮介
- 録音 - 久保琢也
- 音響効果 - 田中俊
- 整音 - 久保田貫幹
- 美術 - 内藤愛
- 助監督・編集 - 奥田啓太
- 制作担当 - 長川由万
- アシスタントプロデューサー - 鶴田紫央里、田中朋子
- 宣伝プロデューサー - 小口心平
- 協賛 - 両備システムズ、アダストリア、ウンナナクール、グランマーブル、猿田彦珈琲、ボディファンタジー、春華堂、SFW、白竹堂、KISS,TOKYO、宮崎氷菓店
- 制作プロダクション - れもんらいふ
- 制作協力 - DASH doors、ぶんちん
- 配給 - パルコ
- 「アイスクリームフィーバー」製作委員会 - れもんらいふ、グランマーブル、ねこじゃらし、東映ビデオ、FM802、マグネタイズ、猿田彦珈琲

## I Scream Fever
スピンオフショートフィルム。
映画に先駆け、アイスクリームの日を記念した2023年5月9日から7月10日まで国際短編映画祭「ショートショート フィルムフェスティバル & アジア」のオンライン劇場において上映（配信）された。
本編では顔をあわせることのない美和と貴子が実はその前に渋谷で出会っていたというアナザーストーリー。
キャスト
- 高嶋美和：南琴奈
- 高嶋愛：安達祐実
- 桑島貴子：詩羽（水曜日のカンパネラ）
- 中谷清也：はっとり（マカロニえんぴつ）
- 高嶋優：松本まりか